# Spelaeophryne methneri
Spelaeophryne methneri е вид жаба от семейство Brevicipitidae. Видът не е застрашен от изчезване.

## Разпространение и местообитание
Разпространен е в Танзания.
Обитава гористи местности и савани в райони с тропически и субтропичен климат.